# Benjamin Heyne
Benjamin Heyne ( * 1770 - 1819 ) fue un naturalista, etnólogo, misionero, cirujano, y botánico moravo; que desarrolló gran parte de sus estudios y recolecciones botánicas en India. Así la obra Novae plantarum species praesertim Indiae orientali, de Albrecht Wilhelm Roth (1757-1834), con un texto sobre la flora de India, se basó largamente en los especímenes botánicos recolectados por este misionero moravo.

## Algunas publicaciones
- 1819. On the Deoxidation of the Leaves of Cotyledon calysina: in a Letter to A.B. Lambert. 3 pp.

### Libros
- 1793. Plants of the Coromandel coast: a collection of 394 botanical watercolour drawings of plants and flora. No publicado

- joseph Joinville, thomas john Newbold, james Sowerby, benjamin Heyne, mark Wilks, hw Voysey, theodore edward Cantor, j Postaus, john grant Malcolmson. 1800. List of minerals contained in the Museum of the Honble East India Company. 76 pp.

- 1814. Tracts, historical and statistical, on India: with journals of several tours through various parts of the peninsula: also, an account of Sumatra, in a series of letters. Ed. R. Baldwin & Black, Parry & Co. 462 pp.

- pj Siddons, benjamin Heyne. 1818. An examination of so much of the tracts, historical and statistical, on India, &c. &c. &c., by Benjamin Heyne, as relates to the account of Sumatra, with various notices on the subjucts of cannibalism, slavery, &c. Ed. A.J. Valpy. 99 pp.

## Honores
Fue elegido miembro de la Sociedad linneana de Londres
- La abreviatura «B.Heyne» se emplea para indicar a Benjamin Heyne como autoridad en la descripción y clasificación científica de los vegetales.[1]

- «Benjamin Heyne». Índice Internacional de Nombres de las Plantas (IPNI). Real Jardín Botánico de Kew, Herbario de la Universidad de Harvard y Herbario nacional Australiano (eds.).
- Wikispecies tiene un artículo sobre Benjamin Heyne.

- Datos: Q91498
- Especies: Benjamin Heyne

1. ↑  Todos los géneros y especies descritos por este autor en IPNI.